# Ruun
Ruun is het negende studioalbum van Enslaved. De stijl is gebaseerd op de progressieve manier van spelen op Isa en Below the Lights. Opmerkelijk is dat, hoewel de muziekstijl voornamelijk progressieve metal is, geen enkel liedje boven de 7 minuten komt.

## Tracklist
1. Entroper - 6:21
2. Path to Vanir - 4:25
3. Fusion of Sense and Earth - 5:00
4. Ruun - 6:49
5. Tides of Chaos - 5:16
6. Essence - 6:18
7. Api-vat - 6:57
8. Heir to the Cosmic Seed - 4:55